# Xanthopimpla heymonsi
Xanthopimpla heymonsi är en stekelart som beskrevs av Krieger 1915. Xanthopimpla heymonsi ingår i släktet Xanthopimpla och familjen brokparasitsteklar. Inga underarter finns listade i Catalogue of Life.